# 한국투자금융지주
한국투자금융지주 주식회사는 동원그룹의 금융사업 부분이 분리되어 탄생하였으며 계열회사들이 모두 투자, 자산 관리, 운용 중심의 사업 모델을 가지고 있는 국내 유일의 금융투자업 중심의 금융그룹이므로 은행업 중심의 다른 금융그룹들과는 차별성이 있다. 투자매매업, 투자중개업, 집합투자업, 투자자문업, 투자일임업, 신탁업 등을 중심으로 영위한다.

## 계열사

### 한국투자증권
구 동원증권/구 한투증권이다.

### 한국투자신탁운용
구 동원투자신탁운용 및 구 한투운용이다.

### 한국투자밸류자산운용
구 밸류운용/구 한국밸류자산운용이다.

### 한국투자저축은행
1981년에 설립된 구 동원상호저축은행 및 구 동원캐피탈이다.

### 한국투자캐피탈
구 KIARA CAPITAL이다.

### 한국투자파트너스
구 동원창업투자이다.

### 한국투자프라이빗에쿼티
한국투자프라이빗에쿼티(Korea Investment Private Equity, 한투PE, 한국투자PE)는 대한민국의 사모투자회사로 한국투자금융지주의 100% 자회사이다.
2022년 KHI그룹과 함께 KDB산업은행 관리 하에 있던 대한조선을 인수하였다가 2024년 KHI그룹·안다H자산운용 컨소시엄에 1600억 원에 매각하였다.

## 과거 계열사
- 코너스톤에퀴티파트너스
- 카카오뱅크